# Keroplastik
Keroplastik er kunsten at modellere i voks. Med keroplastik menes plastik formet med voks eller med et materiale, hvor voks er hovedingrediens, uafhængig af om den er støbt, modelleret eller skåret.
Voks er et materiale, der har mange egenskaber, blandt disse er evnen til at illudere menneskelig hud, det har den samme halvtransparante stoflighed. Op gennem tiderne har voks da også været anvendt til efterligning af den menneskelige figur, fra 1300-1400 tallets votivstatuer, over 1700-1800 tallets anatomiske voksmodeller og Madame Tussauds voksfigurer, til vores dages samtidskunst.

## Keroplastik i antikken
Voks blev anvendt til afstøbnings-, skulptur- og modelleringsmateriale i antikken ifølge de skriftlige kilder af hvilke nogle nævnes herunder. Af eksemplerne over antikke forfatteres omtale af keroplastik, ses at perioden går fra omkring 600 f.Kr. til 300 e.Kr., både det latinske og græske sprog er repræsenteret, geografien spænder fra de græske områder til Romerriget. Genrerne der er repræsenteret spænder ligeledes vidt, såsom poesi, satire, til skrivning om geografi og historie. To sjældne antikke keroplastiske fund beskrives, det ene et eksempel på græsk hellenistisk keroplastik, det andet kunne være et eksempel på et romersk aneportræt.

## Antikke forfattere
Følgende antikke forfattere omtaler keroplastik
Plinius den Ældre
I Plinius' Naturhistorie, NH 21.49: “Punisk voks betragtes som den bedste til alle medicinske præparationer. Voks gøres sort ved at tilsætte aske fra papyrus, og en rød farve opnås ved tilblanding af alkanet; bestemt, ved tilsættelse af forskellige pigmenter, kan der opnås forskellige farvenuancer, som sådan anvendes det til at fremstille modeller, og til andre utallige formål, heriblandt, som vi kan nævne, overfladebehandling af vægge og rustning, for at beskytte disse fra luften.”.
Senere i NH 35.44: “Lysistratos af Sikyon, broder til den Lysippos hvem jeg har omtalt i en tidligere bog, var imidlertid den første fik fremstillet et portræt ved at lave en gipsform over et virkeligt ansigt, og introducerede den teknik at støbe i gipsen med voks i hvilken han lavede de sidste korrektioner. Han gik op i at få portrættet til at ligne, tidligere kunstnere havde kun været interesseret i at prøve at få dem så smukke som muligt”.
Igen i NH 35.2 forlyder det: “I vores forfædres haller var det anderledes; portrætter var de genstande, der blev fremvist for at blive set på, ikke statuer af fremmede kunstnere, ikke bronzer ikke marmor, men voks modeller af ansigter, var placeret hver især i sit eget sideskab, for at udvise lighed når det blev båret ved begravelsesoptog i klanen og altid når et medlem af denne var død, således at alle husets medlemmer, der på noget tidspunkt havde eksisteret, var til stede. Gennem de adskillige bemalede portrætter, skulle man kunne spore stamtræerne, på den måde linjerne spredte sig”.
Plinius beskriver altså at voks blev blandet med forskellige farvestoffer og pigmenter for at illudere forskellige farvetoner og kunne således anvendes til at skabe lighed med (modellere eller male) eller talrige andre formål. Voks blev anvendt til støbning i gipsforme. Man lavede gipsforme over levende ansigter og støbte med voks heri, og derefter lavede korrektioner for at gøre portrættet så livagtigt som muligt. Dette skulle først være anvendt af Lysistratos, broder til den berømte billedhugger Lysippos, født ca. 390 f.Kr., før denne tid var man kun interesseret i at gøre portrættet så kønt som muligt. Plinius påpeger her en kobling mellem skulptur og keroplastik gennem to brødre, Lysistratos og Lysippos, hvoraf den ene arbejder med keroplastik, den anden med skulptur.
I det tidlige Rom, havde man også farvede portrætter modelleret i voks, disse blev opbevaret i separate skabe eller nicher, hvor de kunne betragtes og hvor familiens træk kunne spores. De blev anvendt i familiens begravelsesoptog, således at alle anerne kunne være tilstede ved begivenheden.
Voks blev altså indfarvet og anvendt til keroplastik, støbning og modellering, og til fremstilling af livagtige portrætter i følge Plinius.
Polybios
Græsk historiker, levede omkring 200 - 120 f.Kr..
Polybios beskriver anvendelsen af voksmasker ved begravelser, hvor de blev båret af personer, der skulle spille den afdøde. Efter hans beskrivelse at dømme må disse havde været polykrome og meget livagtige (Lahusen, 2010, s. 207-208).
Strabon
Græsk geograf og historiker, ca. 65 f.Kr. - 25 e.Kr..
Beskriver i XIV 1,23 en keroplastisk statue af Penelope i Artemistemplet i Efesos (Encaust, 1984, s. 45).
Statius
Romersk digter, ca. 45 - 96 e.Kr..
Statius skriver i Silvae I, 1, 100, idet han henvender sig til Domitian: “Apelles’ voksfarver var begærlige efter at fastholde dine træk”, og i Achilleid 1, 332-334: “Endog som billeder [cerae], som kunstnerens tommelfinger vil bringe til live, tager form, følgende ilden og hånden, således var billedet af gudinden, da hun transformerede sin søn.“.
Plinius den yngre
Gaius Plinius Caecillus Secundus, ca. 61-114 e.Kr., romersk politiker og forfatter, nevø af Plinius den ældre. Han skriver i Epistulae, 7.9: “Ligesom voksen bliver værdsat, når den er blød og eftergivende bliver bearbejdet i kunstnerhænder, og når under kommando et værk opstår, lad det kun være et billede af Mars, et billede af den leende Minerva, et billede af Venus eller af deres sønner”.
Juvenal
Romersk satiriker, ca. 65 - 135 e.Kr..
Juvenal skildrer i sine satirer bemalede og skadede aneportrætter. Han beskriver en figur stående i en triumfvogn (måske legemsstor). En af hans sætninger lyder “Lad også hele hallen dekorere med voksbilleder af anerne for dig”.
Pausanias
Græsk historiker, ca. 2. årh. e.Kr..
Pausanias, X 5,9, beskriver et Apollon tempel, der skulle havde været bygget helt af voks.
Lucius Flavius Philostratus
Græsk sofist og forfatter, ca. 172- 248 e.Kr..
Flavius beskriver i De Vita Apollonii Tyanei, VI 10,4, et Apollon tempel, der skulle havde været bygget helt af voks.

## Antikke voksfund
Ifølge de antikke kilder skulle voks have haft talrige anvendelsesmuligheder i antikken, blandt de nævnte er modellering og afstøbning. Af de specifik nævnte områder/genstande er modellering af blomster, skulptur og endda et tempel. Afstøbning/modellering af livagtige portrætter, herunder aneportrætter berettes der ligeledes om. Desværre er det kun meget få voksgenstande, der har overlevet.
Men på Metropolitan Museum of Art mener de at have en sådan genstand. Det er et kvindehoved modelleret i bivoks og med farvespor, højden er 12,4 cm, tilgået museet i 1941. Provenans opgives til Alexandria, fra den hellenistiske periode.
Mest kendt er de romerske ane-portrætter i voks, som er beskrevet af flere antikke skriftlige kilder og ekstraordinært så har et portræt overlevet.
I 1852 fandt man i en romersk grav i Cumae, to skeletter af en mand og en kvinde. I rapporten over fundet står, at kranierne manglede og på stedet, hvor de skulle havde befundet sig, var der i stedet placeret vokshoveder, der havde pupiller af farvet glas og rester af naturligt hår. Kun det mandlige skelet blev bevaret, det andet skelet smuldrede. Fundet er dateret til 300 e.Kr. (Büll, 1977, s. 904). Dette fund førte til en ophedet debat og megen litteratur, som er samlet i 1867 af O. Jahn, Archäologische Zeitung, no. 85.
I det republikanske Rom var portrætter en del af anekulten, familien og afstamningen spillede en meget vigtig rolle. I kejsertiden blev anekulten og anvendelsen af forfædremasker i begravelsesoptogene stærk indskrænket. Den senest beskrevne pompa funebris skulle have fundet sted i år 22 e.Kr., men det at fremstille anebilleder fortsatte dog også under kejsertiden. I atriet, modtagelsesværelset, i romerske huse, var det tradition, at have portrætter af ens forfædre, i skabene kunne man se familiens forfædres voksmasker af de mandlige familiemedlemmer fra store familier. Aneportrætterne, der betegnes magines maiorum, var oprindeligt ansigtsmasker, blev kaldt cerea. Et imago skulle dokumentere den historiske eksistens af et menneske, derfor var det vigtig med et livagtigt udtryk. Man kan forestille sig at man fra kejsertiden, hvor man ikke mere benyttede masker til begravelse, er gået over til at fremstille hoveder eller buster i voks i stedet, eller sågar i hel figur, således som Juvenal antyder.
Meget usædvanligt har altså to eksempler på antik keroplastik overlevet, et eksempel på græsk hellenistisk voksmodellering med pigmenter og et eksempel på en romersk voksmaske, hvor der endda er indsat glasøjne og hår.
Grundet voksens egenskaber og hvad man ved fra antikke kilder om anvendelsen af voks, og den antikke kunsts hang til at efterligne naturen, mimesis, vil det have være en oplagt mulighed, også for antikkens kunstnere, at have anvendt voksen til dette formål i tre dimensioner og på forskellige underlag. Voks i antikken kan således have været anvendt til skulptur, som modelleringsmateriale, keroplastik, som bindemiddel, enkaustik, og som overfladebehandling, ganosis. I de tilfælde, hvor formsproget er meget naturalistisk/realistisk, kan bemalingen også have haft dette udtryk, således at den antikke skulptur har været meget livagtig, som en Madame Tussauds voksfigur.